# Spodnji Vrsnik
Spodnji Vrsnik je naselje v Občini Idrija.